# TT132
TT132 (Theban Tomb 132) è la sigla che identifica una delle Tombe dei Nobili ubicate nell’area della cosiddetta Necropoli Tebana, sulla sponda occidentale del Nilo dinanzi alla città di Luxor, in Egitto. Destinata a sepolture di nobili e funzionari connessi alle case regnanti, specie del Nuovo Regno, l'area venne sfruttata, come necropoli, fin dall'Antico Regno e, successivamente, sino al periodo Saitico (con la XXVI dinastia) e Tolemaico.

## Titolare
TT132 era la tomba di:
| Titolare | Titolo                                                   | Necropoli           | Dinastia/Periodo       | Note |
| -------- | -------------------------------------------------------- | ------------------- | ---------------------- | --- |
| Ramose   | Grande scriba del re e Supervisore del tesoro di Taharqa | Sheikh Abd el-Qurna | XXV dinastia (Taharqa) | nella pianura; a circa metà strada tra l'ingresso ovest del Ramesseum e la casa bianca di Sheikh Hassan Abd er Rasul |

## Biografia
Unica notizia biografica ricavabile dai dipinti, il nome della moglie: Thesmehitpert.

## La tomba
Si tratta di una tomba molto piccola che si sviluppa su due livelli, di cui uno sotterraneo. Un breve corridoio dà accesso ad una cappella in cui si aprono tre locali; da quello a est si accede alla camera funeraria preceduta da un rilievo della dea Iside in veste di serpente e dagli dei Wepwaut e Horus che innalzano un pilastro djed. Sulle pareti, in due registri sovrapposti, la rappresentazione delle dodici ore del giorno in presenza di un guardiano con testa di leone, armato di coltello; sulla parete opposta analoga rappresentazione delle dodici ore della notte protette a loro volta da un guardiano armato di coltello. Sulla parete di fondo gli emblemi dell'oriente e dell'occidente, nonché scene della resurrezione di Osiride in presenza di due divinità femminili e di guardiani, inginocchiati, armati. Sul soffitto demoni e barche divine tra cui quella di Ra condotta da tre sciacalli. Un cono funerario, recante il nome e i titoli del defunto e il nome della madre, risulta in possesso di Lord Claude Hamilton.

### Annotazioni
1. ↑  La prima numerazione delle tombe, dalla numero 1 alla 253, risale al 1913 con l’edizione del "Topographical Catalogue of the Private Tombs of Thebes" di Alan Gardiner e Arthur Weigall. Le tombe erano numerate in ordine di scoperta e non geografico; ugualmente in ordine cronologico di scoperta sono le tombe dalla 253 in poi.
2. ↑  I campi della Duat, ovvero l'aldilà egizio, si trovavano, secondo le credenze, proprio sulla riva occidentale del grande fiume.
3. ↑  Nella sua epoca di utilizzo, l'area era nota come "Quella di fronte al suo Signore" (con riferimento alla riva orientale, dove si trovavano le strutture dei Palazzi di residenza dei re e i templi dei principali dei) o, più semplicemente, "Occidente di Tebe".
4. ↑  le Tombe dei Nobili, benché raggruppate in un'unica area, sono di fatto distribuite su più necropoli distinte.
5. ↑  Le note, sovente di inquadramento topografico della tomba, sono tratte dal "Topographical Catalogue" di Gardiner e Weigall, ed. 1913 e fanno perciò riferimento alla situazione dell'epoca.
6. ↑  Nato nel 1939 da James Edward Hamilton, IV duca di Abercorn, pari d'Inghilterra.

### Fonti
1. ↑  Gardiner e Weigall 1913.
2. ↑  Donadoni 1999,  p. 115.
3. ↑  Gardiner e Weigall 1913, p. 28.
4. 1 2  Porter e Moss 1927,  p. 247.
5. ↑  Gardiner e Weigall 1913, pp. 26-27.
6. ↑  Porter e Moss 1927,  p. 237.